# Charles-Louis-Hector d'Harcourt d'Olonde
Charles-Louis-Hector, marquis d'Harcourt d'Olonde né le 15 juillet 1743 à Ecausseville (Manche) et décédé le 5 juin 1820 à Paris, est un officier et homme politique français.

## Biographie
Fils de Jacques d'Harcourt, baron, puis marquis d'Olonde, et d'Anne Charlotte Françoise de Maillart de Landreville, il devient, à la mort de son père, en 1767, marquis d'Olonde.
Il fait une carrière dans les armées du Roi : 
1759, cornette au régiment de cavalerie de Preyssac
1761, guidon de la compagnie des gendarmes d'Orléans, avec rang de mestre de camp. il participe aux campagnes de la guerre de sept ans de 1760 à 1762,
1764, mestre de camp du régiment commissaire général cavalerie
1777, chevalier de Saint Louis, 
1778, brigadier de cavalerie et commissaire général de la cavalerie, 
1781, maréchal des camps et armées du Roi, 
1783, mestre de camp général de la cavalerie française et étrangère
1786, commandant en troisième de la province de Normandie, il accueille Louis XVI à Cherbourg en cette même année 1786, avec son beau-père le duc de Beuvron et le frère aîné de celui-ci, le 5e duc d'Harcourt, 
1788-1789, gouverneur de Rouen, il a à y maintenir l'ordre pendant le début de la Révolution.
Retraité en 1790, il n'émigre pas, il est emprisonné pendant la terreur, mais sauvé par la chute de Robespierre.
Pendant le consulat, l'Empire et la Restauration, il est membre du conseil général de la Seine, 
A la première Restauration, en 1814, Louis XVIII le fait Pair de France et chevalier de la Légion d'honneur.. 
A la seconde Restauration, il est fait en août 1815 lieutenant-général honoraire des armées du Roi, puis en 1817, marquis-pair héréditaire..

## Mariage et descendance
Le marquis d'Harcourt épouse à Paris le 16 février 1767  Anne Catherine d'Harcourt-Beuvron, sa cousine éloignée (1750-1823), fille d'Anne François d'Harcourt, duc de Beuvron, seigneur du Champ de Bataille, et de Catherine Rouillé de Jouy.  Dont :
- Victorine d'Harcourt (1769-1842), mariée en 1800 avec Alexandre, marquis de Boisgelin, chevalier de Malte, maréchal des camps et armées du Roi, commandant de la 10e légion de la Garde nationale de Paris pendant la première Restauration, député à la seconde Restauration, en 1815, puis pair de France en 1817, jusqu'en 1830 (1770-1831). Dont postérité. Il est le frère de Bruno Gabriel de Boisgelin, marié avec Cécile d'Harcourt-Beuvron.
- Amédée, marquis d'Harcourt (1771-1831), officier à partir de 1786, émigré en 1792, sert dans l'armée de Condé, puis passe en Angleterre, sert dans l'armée britannique, où il atteint le grade de major-général. A partie de la Restauration, il continue à habiter principalement en Grande-Bretagne, tout en séjournant, de temps à autre en France. En 1820, il succède à son père comme pair de France, mais ne siège pas. Il épouse en Angleterre en 1800, Elisabeth Sophie Harcourt (sa cousine éloignée). Dont postérité en France et en Grande-Bretagne, parmi laquelle Georges, marquis d'Harcourt, qui succède à son père en 1842 comme pair de France.
- Claude Emmanuel, vicomte d'Harcourt, officier, émigré, maire de Souppes sur Loing de 1815 à 1828, député de Seine et Marne de 1822 à 1830, chevalier de la Légion d'honneur, célibataire (1774-1840) ;
- Aline d'Harcourt (1782-1848), mariée en 1801 avec Eugène de Montesquiou-Fezensac, colonel de chasseurs, comte de l'Empire, chambellan de Napoléon 1er (1782-1810), dont postérité.

## Pour approfondir

### Sources
- Adolphe Robert et Gaston Cougny, Dictionnaire des parlementaires français, Edgar Bourloton, 1889-1891 [détail de l’édition]
- Georges Martin, Histoire et généalogie de la Maison d'Harcourt, 3e édition, 2013, tome 1, pages 169-176.

### Pages connexes
- Maison d'Harcourt
- Liste des seigneurs d'Harcourt

1. ↑  « https://francearchives.fr/fr/file/ad46ac22be9df6a4d1dae40326de46d8a5cbd19d/FRSHD_PUB_00000355.pdf »